# نادي إيليت فالكونز
نادي إيليت فالكونز نادي كرة قدم إماراتي من الأندية الخاصة يلعب في دوري الدرجة الثانية الإماراتي ويقع في دبي .

## مسيرة الفريق
تأسس الفريق في عام 2022, و بدأ الفريق في المشاركة في مسابقات الإتحاد الإمارات في دوري الدرجة الثالثة الإماراتي و صعد إلى دوري الدرجة الثانية الإماراتي في موسم 2022-2023 بعد أن حل ثالثاً.